# Salmo 64
El salmo 64  es, según la numeración hebrea, el sexagésimo cuarto salmo del Libro de los salmos de la Biblia. Corresponde al salmo 63 según la numeración de la Biblia Septuaginta griega, empleada también en la Vulgata latina. Por este motivo, recogiendo la doble numeración, a este salmo también se le refiere como el salmo 64 (63).
Está dirigido contra los "impíos" (רעע) y los "hacedores de iniquidad " (פֹּעֲלֵי אָֽוֶן), a quienes Dios disparará con una flecha (וַיֹּרֵם אֱלֹהִים חֵץ).

## Contenido
El salmo se divide en 10 u 11 versículos, dependiendo de que si el לַמְנַצֵּחַ מִזְמֹור לְדָוִֽד introductorio, "Para el músico principal [נצח]" es un salmo de David o se cuenta como un versículo separado).
Los versículos 6–7 (Vulgata: Salmo 63: 7-8) han sido objeto de confusión en las primeras traducciones de la Biblia; la versión de la Biblia del rey Jacobo se traduce del hebreo como:
Scrutati sunt iniquitates; defecerunt scrutantes scrutinio. Accedet homo ad cor altum, et exaltabitur Deus. Sagittæ parvulorum factæ sunt plagæ eorum»,  basado en la LXX que cita así: ἐξηρεύνησαν ἀνομίας ἐξέλιπον ἐξερευνῶντες ἐξερευνήσει προσελεύσεται ἄθρωπος καὶ καρδία βαθεῖα / καὶ ὑψωθήσεται ὁ θεός βέλος νηπίων ἐγενήθησαν αἱ πληγαὶ αὐτ ῶν
Ellos escudriñan las iniquidades, realizan una búsqueda diligente: tanto el pensamiento interior de cada uno como el corazón es profundo. Pero Dios les disparará con una flecha; de repente serán heridos.
Pero Jerónimo, basado en la Septuaginta, LXX, tradujo lo anterior de la siguiente manera:
Scrutati sunt iniquita; defecerunt scrutantes scrutinio. Accedet homo ad cor altum, et exaltabitur Deus. Sagittæ parvulorum factæ sunt plagæ eorum ,
que se traduce como Buscaron iniquidades; fracasaron en su búsqueda. El hombre accederá a un corazón sublime: Y Dios será exaltado. Las flechas de los niños son sus heridas.
El adjetivo altum en latín tiene los significados "alto" y "profundo", y se usa aquí para traducir  «βαθεῖα» de la LXX por "profundo",  pero también se ofreció a una interpretación de un "corazón exaltado". Las "flechas de los niños" ( Sagittæ parvulum ) traduce la LXX  βέλος νηπίων, que no tiene correspondencia en el texto hebreo como ha llegado en la actualidad.
La traducción de Jerónimo dio lugar a interpretaciones místicas que involucran al Sagrado Corazón en la tradición cristiana moderna temprana.
Las flechas de Dios llevan a volverse hacia Dios. En el versículo 4, los impíos disparan flechas secretamente contra los justos. En el versículo 7, Dios dispara flechas a los impíos, pero para algunos serán flechas salvadoras, como en el versículo 9: los hombres verán la justicia de Dios y reflexionarán sobre lo que ha hecho.

## Texto
La siguiente tabla muestra el texto en hebreo del salmo con vocales, junto con el texto en griego koiné en la Septuaginta y la traducción al español de la Biblia del Rey Jacobo. Tenga en cuenta que el significado puede diferir ligeramente entre estas versiones, ya que la Septuaginta y el texto masorético provienen de tradiciones textuales diferentes.  En la Septuaginta, este salmo está numerado como Salmo 63.
| #      | Hebreo                                                   | Español | Griego                                                                                                 |
| ------ | -------------------------------------------------------- | --- | --- |
| [ 10 ] | לַמְנַצֵּ֗חַ מִזְמ֥וֹר לְדָוִֽד׃                                        | (Al músico principal, salmo de David). | Εἰς τὸ τέλος· ψαλμὸς τῷ Δαυΐδ. -                                                                       |
| 1      | שְׁמַע־אֱלֹהִ֣ים קוֹלִ֣י בְשִׂיחִ֑י מִפַּ֥חַד א֝וֹיֵ֗ב תִּצֹּ֥ר חַיָּֽי׃                  | Escucha mi voz, oh Dios, en mi oración; preserva mi vida del temor del enemigo.                                                            | ΕΙΣΑΚΟΥΣΟΝ, ὁ Θεός, τῆς φωνῆς μου, ἐν τῷ δέεσθαί με πρὸς σέ, ἀπὸ φόβου ἐχθροῦ ἐξελοῦ τὴν ψυχήν μου.    |
| 2      | תַּ֭סְתִּירֵנִי מִסּ֣וֹד מְרֵעִ֑ים מֵ֝רִגְשַׁ֗ת פֹּ֣עֲלֵי אָֽוֶן׃                       | Escóndeme del consejo secreto de los malvados; de la insurrección de los que hacen iniquidad:                                              | ἐσκέπασάς με ἀπὸ συστροφῆς πονηρευομένων, ἀπὸ πλήθους ἐργαζομένων ἀδικίαν,                             |
| 3      | אֲשֶׁ֤ר שָׁנְנ֣וּ כַחֶ֣רֶב לְשׁוֹנָ֑ם דָּֽרְכ֥וּ חִ֝צָּ֗ם דָּבָ֥ר מָֽר׃                     | Quienes afilan su lengua como una espada y tensan sus arcos para disparar flechas, palabras amargas:                                       | οἵτινες ἠκόνησαν ὡς ῥομφαίαν τὰς γλώσσας αὐτῶν, ἐνέτειναν τόξον αὐτῶν πρᾶγμα πικρὸν                    |
| 4      | לִירֹ֣ת בַּמִּסְתָּרִ֣ים תָּ֑ם פִּתְאֹ֥ם יֹ֝רֻ֗הוּ וְלֹ֣א יִירָֽאוּ׃                     | Para que disparen en secreto contra el perfecto: de repente le disparan y no temen.                                                        | τοῦ κατατοξεῦσαι ἐν ἀποκρύφοις ἄμωμον, ἐξάπινα κατατοξεύσουσιν αὐτὸν καὶ οὐ φοβηθήσονται.              |
| 5      | יְחַזְּקוּ־לָ֨מוֹ ׀ דָּ֘בָ֤ר רָ֗ע יְֽ֭סַפְּרוּ לִטְמ֣וֹן מוֹקְשִׁ֑ים אָ֝מְר֗וּ מִ֣י יִרְאֶה־לָּ ֽמוֹ׃ | Se animan en una mala empresa: se comunican para tender trampas en secreto; dicen: «¿Quién los verá?                                       | ἐκραταίωσαν ἑαυτοῖς λόγον πονηρόν, διηγήσαντο τοῦ κρύψαι παγίδας, εἶπαν· τίς ὄψεται αὐτούς;            |
| 6      | יַ֥חְפְּֽשׂוּ עוֹלֹ֗ת תַּ֭מְנוּ חֵ֣פֶשׂ מְחֻפָּ֑שׂ וְקֶ֥רֶב אִ֝֗ישׁ וְלֵ֣ב עָמֹֽק׃               | Buscan iniquidades; realizan una búsqueda diligente: tanto los pensamientos íntimos de cada uno de ellos como sus corazones son profundos. | ἐξηρεύνησαν ἀνομίαν, ἐξέλιπον ἐξερευνῶντες ἐξερευνήσεις. προσελεύσεται ἄνθρωπος, καὶ καρδία βαθεῖα,    |
| 7      | וַיֹּרֵ֗ם אֱלֹ֫הִ֥ים חֵ֥ץ פִּתְא֑וֹם הָ֝י֗וּ מַכּוֹתָֽם׃                           | Pero Dios les disparará con una flecha; de repente serán heridos.                                                                          | καὶ ὑψωθήσεται, ὁ Θεός. βέλος νηπίων ἐγενήθησαν αἱ πληγαὶ αὐτῶν,                                       |
| 8      | וַיַּכְשִׁיל֣וּהוּ עָלֵ֣ימוֹ לְשׁוֹנָ֑ם יִ֝תְנֹדְד֗וּ כׇּל־רֹ֥אֵה בָֽם׃                  | Así harán que su propia lengua caiga sobre ellos: todos los que los vean huirán.                                                           | καὶ ἐξησθένησαν ἐπ᾿ αὐτοὺς αἱ γλῶσσαι αὐτῶν. ἐταράχθησαν πάντες οἱ θεωροῦντες αὐτούς,                  |
| 9      | וַיִּֽירְא֗וּ כׇּל־אָ֫דָ֥ם וַ֭יַּגִּידוּ פֹּ֥עַל אֱלֹהִ֗ים וּֽמַעֲשֵׂ֥הוּ הִשְׂכִּֽילוּ׃            | Y todos los hombres temerán y proclamarán las obras de Dios, porque sabiamente considerarán sus hechos.                                    | καὶ ἐφοβήθη πᾶς ἄνθρωπος. καὶ ἀνήγγειλαν τὰ ἔργα τοῦ Θεοῦ καὶ τὰ ποιήματα αὐτοῦ συνῆκαν.               |
| 10     | יִשְׂמַ֬ח צַדִּ֣יק בַּ֭יהֹוָה וְחָ֣סָה ב֑וֹ וְ֝יִתְהַלְל֗וּ כׇּל־יִשְׁרֵי־לֵֽב׃              | Los justos se alegrarán en el Señor y confiarán en él; y todos los rectos de corazón se gloriarán.                                         | εὐφρανθήσεται δίκαιος ἐν τῷ Κυρίῳ καὶ ἐλπιεῖ ἐπ᾿ αὐτόν, καὶ ἐπαινεθήσονται πάντες οἱ εὐθεῖς τῇ καρδίᾳ. |

## Comentarios

### De la Iglesia católica

#### A todo el salmo
El salmo 64 desarrolla con mayor claridad la situación de amenaza que vive el salmista, quien enfrenta a enemigos que traman su muerte. Esta sección continúa y profundiza la línea de súplica ya presente en salmos anteriores. La retribución divina es un tema central: quienes utilizan palabras maliciosas como armas terminan siendo alcanzados por la propia justicia de Dios. El poema se estructura en distintas fases: comienza con una invocación al auxilio divino, luego describe las acciones ocultas de los adversarios, y muestra cómo Dios interviene, frustrando sus planes. Finalmente, se señala el efecto que esta intervención provoca: una toma de conciencia general y una renovación de confianza por parte de los justos. Este salmo representa un modelo clásico de súplica individual y encuentra su plenitud en la experiencia de Cristo, cuya pasión refleja en grado máximo las conspiraciones contra el justo inocente.

#### A los versículos 1-9
La hostilidad contra el salmista se presenta como una conspiración cuidadosamente elaborada, llevada a cabo en secreto y con intenciones perversas. No se trata solo de acusaciones infundadas, sino de un complot deliberado, similar al amotinamiento descrito en otros textos. La figura de la trampa y el plan escondido enfatiza la naturaleza insidiosa de la amenaza. El lenguaje del salmo destaca la profundidad del mal al señalar que estas acciones se realizan en lo oculto, con una intención premeditada. El versículo 7, aunque difícil de interpretar con precisión, sugiere que Dios conoce lo más recóndito del corazón humano, lo cual añade una dimensión moral a la justicia divina. La metáfora de la lengua como espada se alinea con otros textos en los que la palabra destructiva se presenta como arma. La intervención de Dios, sin ubicarse en un tiempo definido, expresa un principio constante: su manera de enfrentar la injusticia, actuando con firmeza contra los malvados.

#### A los versículos 10-11
La intervención divina no pasa desapercibida: todos reconocerán en ella la acción de Dios. El desenlace del salmo subraya que el salmista, al igual que el justo, ha puesto su confianza en el Señor, hallando en Él refugio en medio de la amenaza. Esta confianza no es ilusoria, sino confirmada por la justicia que finalmente se impone. Las palabras que cierran el poema, como ocurre en muchos salmos, infunden aliento y fortaleza a quienes perseveran en la fidelidad, incluso en contextos de opresión. La esperanza no se basa en la ausencia de conflicto, sino en la certeza de que Dios actúa con justicia y ampara a quienes se acogen a Él.

Ahora amamos en esperanza. Por esto, dice el salmo que el justo se alegra en el Señor. Y añade, enseguida, porque no posee aún la clara visión: y espera en él. Sin embargo, poseemos ya desde ahora las primicias del Espíritu, que son como un acercamiento a aquel a quien amamos, como una previa gustación, aunque tenue, de lo que más tarde hemos de comer y beber ávidamente. ¿Cuál es la explicación de que nos alegremos con el Señor, si Él está lejos? En realidad no está lejos. Tú eres el que hace que esté lejos. Ámalo, y se te acercará; ámalo, y habitará en ti. El Señor está cerca. Nada os preocupe.

## Usos

### Iglesia católica
Este salmo fue elegido por Benito de Nursia alrededor del año 530 para el oficio solemne de las laudes del miércoles. En la Regla de San Benito, se recitaba o cantaba después del Salmo 51 (50) y seguía al Salmo 65 (64) (capítulo XIII). Varias abadías conservan aún esta tradición que se remonta al siglo VI.
En la Liturgia de las Horas actual, el Salmo 64 se recita o canta en la oficina del mediodía el sábado de la segunda semana dentro de un ciclo de cuatro semanas de oraciones litúrgicas.